# Oxira perconflua
Oxira perconflua là một loài bướm đêm trong họ Noctuidae.